# 막스 회델
에밀 막스 회델(Emil Max Hödel, 1857년 5월 27일 – 1878년 8월 16일)은 라이프치히 출신의 독일 배관공이자 행동 선전 아나키스트로, 독일 황제 빌헬름 1세 암살 미수 사건으로 알려져 있다. 라이프치히 사회민주주의자 협회의 전 멤버였던 그는 1870년대에 조직에서 추방되었고, 결국 아나키즘에 연루되었다.

## 빌헬름 1세 암살 미수
회델은 1878년 5월 11일 81세의 빌헬름 1세 황제와 그의 딸 프로이센의 루이제 공주가 마차를 타고 행진하는 동안 리볼버를 사용하여 황제를 쏘았다. 회델은 즉시 붙잡혔다. 그는 대역죄로 기소되어 7월 10일 프로이센 주법원에 의해 사형을 선고받았다. 프로이센의 사형 집행인 줄리우스 크라우츠는 1878년 8월 16일 모아비트 감옥에서 회델을 참수했다.
회델이 사회민주당에서 추방되었음에도 불구하고, 그의 행동과 카를 노빌링의 행동은 1878년 10월 반사회주의자 법을 통해 당을 금지하는 정당화로 사용되었다.

## 같이 보기
- 독일의 아나키즘
- 행동 선전